# Kenly
Kenly és una població dels Estats Units a l'estat de Carolina del Nord. Segons el cens del 2006 tenia 1.868 habitants.

## Demografia
Segons el cens del 2000, Kenly tenia 1.569 habitants, 671 habitatges i 414 famílies. La densitat de població era de 398,5 habitants per km².
Dels 671 habitatges en un 32% hi vivien nens de menys de 18 anys, en un 36,8% hi vivien parelles casades, en un 20% dones solteres, i en un 38,2% no eren unitats familiars. En el 34,6% dels habitatges hi vivien persones soles el 13,9% de les quals corresponia a persones de 65 anys o més que vivien soles. El nombre mitjà de persones vivint en cada habitatge era de 2,34 i el nombre mitjà de persones que vivien en cada família era de 3,02.
Per edats la població es repartia de la següent manera: un 28,1% tenia menys de 18 anys, un 8,5% entre 18 i 24, un 29,1% entre 25 i 44, un 20,4% de 45 a 60 i un 13,9% 65 anys o més.
L'edat mediana era de 36 anys. Per cada 100 dones de 18 o més anys hi havia 82,8 homes.
La renda mediana per habitatge era de 20.865 $ i la renda mediana per família de 33.214 $. Els homes tenien una renda mediana de 24.250 $ mentre que les dones 17.917 $. La renda per capita de la població era de 14.181 $. Entorn del 23,3% de les famílies i el 25,2% de la població estaven per davall del llindar de pobresa.

## Poblacions més properes
El següent diagrama mostra les poblacions més properes.